# とんねるずの子供は寝なさい!?
『とんねるずの子供は寝なさい!?』（とんねるずのこどもはねなさい）は、1985年7月23日から同年9月17日まで日本テレビ系列局で放送されていた日本テレビ製作のバラエティ番組である。全4回。

## 概要
とんねるずによるコントが中心の番組で、2人にとってはこれがゴールデンタイム初の冠番組となった。前番組『バスクリンファミリータイム 所ジョージのモノMONOウォーズ』が同年秋の改編を待たずして打ち切られたため、それまでのつなぎ番組として開始された。
番組は基本的に毎週火曜 19:00 - 19:30 （日本標準時）に放送されていたが、プロ野球ナイター中継がある日には放送を休止していた。さらにナイター中止時の雨傘番組には板東英二司会の『激突!!プロ野球クイズ』という別の番組が用意されていたため、放送期間が9週間ありながらその半分にも満たない回数で終了した。
僅か4回の放送で終了したため、とんねるずのラジオ番組には「あっという間の打ち切り」といった番組をネタにしたハガキも多く届いたそうだが、はじめから4回の放送だったことを番組では強調していた。

## 放送リスト
| 回 | 放送日 （1985年） | サブタイトル                 |
| -- | ----------------- | ---------------------------- |
| 1  | 7月23日           | 夏休み一気大会!!             |
| 2  | 7月30日           | 今夜決定!!人気番組の偏差値!? |
| 3  | 8月27日           | 大人も百倍楽しい！㊙恋愛講座 |
| 4  | 9月17日           | 今夜爆笑 明菜のお遊び最前線  |

参考：『読売新聞縮刷版』読売新聞社、1985年7月23日 - 同年9月17日付のラジオ・テレビ欄。
| 日本テレビ系列 火曜19:00枠                                                                | 日本テレビ系列 火曜19:00枠                                     | 日本テレビ系列 火曜19:00枠                                  |
| 前番組                                                                                    | 番組名                                                         | 次番組                                                      |
| ----------------------------------------------------------------------------------------- | -------------------------------------------------------------- | ----------------------------------------------------------- |
| バスクリンファミリータイム 所ジョージのモノMONOウォーズ （1985年1月15日 - 1985年6月25日） | とんねるずの子供は寝なさい!? （1985年7月23日 - 1985年9月17日） | 笑って許して!! （第2期） （1985年10月15日 - 1986年3月25日） |